# Дженнет Маккарді
Дженнет Мішель Фей Маккарді (англ. Jennette Michelle Faye McCurdy; нар. 26 червня 1992, м. Лонг-Біч, штат Каліфорнія) — американська акторка, співачка та авторка пісень. Роль Сем Пакетт у серіалі «АйКарлі» стала для акторки переломним моментом у її кар'єрі та принесла їй різні нагороди, серед яких, зокрема, Kids’ Choice Awards. Вдруге вона виконала цю роль у спін-оффі під назвою «Сем і Кет» (2013—2014), перед тим як остаточно закінчити співпрацю з телеканалом Nickelodeon. Також з'являлася у таких серіалах як: «Малкольм у центрі уваги», «Зої 101», «Лінкольн-Гайтс», «Тру Джексон» та «Вікторія-переможниця». Стала режисеркою, сценаристкою та акторкою у власному інтернет-серіалі «Що чекає на Сару?» (What's Next for Sarah?; 2014), а також зіграла головну роль у науково-фантастичному серіалі «Поміж» (2015—2016).
2009 року випустила свій дебютний сингл «So Close». 2010 вийшов її перший мініальбом «Not That Far Away», а 2012 року другий — «Jennette McCurdy». Цього ж року під однойменною назвою («Jennette McCurdy») вийшов її дебютний альбом. Крім того, її сингл під назвою «Generation Love» посів 44 місце у списку «Hot Country Songs» за версією журналу «Білборд».
2017 року завершила свою акторську кар'єру, щоб присвятити себе режисерській та сценаристській роботі. 2020 року започаткувала інтерв'ю-подкаст «Empty Inside». 2022 року видала автобіографічну книгу мемуарів «Радію, що моя мама померла» (англ. I'm Glad My Mom Died), в якій описує свою дитячу акторську кар'єру та жорстоке поводження її мами.

## Особисте життя

### Стосунки з мамою
Акторка описувала стосунки, які мала зі своєю мамою як аб'юзивні та «хвилюванням свого життя». Коли було два або три роки, у її мами діагностували рак грудей і та пережила декілька операцій, хіміотерапію та трансплантацію спинного мозку. 2010 року у матері відбувся рецидив, що призвів до смерті у 2013 році; на той момент Дженнетт було 21 рік.
Повідомила про емоційне та сексуальне насилля з боку матері. В інтерв'ю журналу «People», вона сказала: «Емоційний стан моєї мами був настільки нестійкий, що кожен день відчувався як прогулянка на канаті». Згідно Маккарді, мама змусила її займатися акторською справою у шестирічному віці, щоб водночас фінансово підтримати сім'ю і через те, що вона сама мріяла стати акторкою. За її словами, її матір стала «одержимою у перетворенні її на зірку» та детально розповіла, який внесок вона зробила у її харчовий розлад, запровадивши обмеження на калорії, коли акторці було всього 11 років. Маккарді також виявила те, що до 17-річного віку, її мама здійснювала у неї вагінальний та грудний огляд, начебто як перевірку на рак, і не дозволяла їй самій приймати душ. Також Маккарді повідомила, що відмовилась від участі у поновленому серіалі «iCarly» саме через спогади про свою маму, коли знімалося оригінальне шоу, а також те, що вона з'явилася у спін-оффі «Сем і Кет» тільки, щоб догодити своїй мамі.
2022 року акторка видала книгу «Радію, що моя мама померла», на обкладинці якої зображено саму Маккарді, що тримає у руках рожеву урну, з якої визирає конфеті.

### Романтичні стосунки
У 2013 році Маккарді зустрічалася з американським баскетболістом Андре Драммондом.

### Психічне здоров'я
У березні 2019 року у статті для «Huffington Post» Маккарді відверто розповіла, що з 11-річного віку страждала від анорексії, а пізніше — від булімії. У статті вона розповіла про те, який внесок мали її мати та розважальна індустрія загалом на розвиток у неї харчових та інших розладів.
Крім того, Маккарді бореться з алкогольною залежністю та проходить програму лікування. Вона почала вживати алкоголь у великих дозах незадовго перед смертю своєї матері.

## Фільмографія
| Рік  |   | Українська назва | Оригінальна назва | Роль        |
| ---- | - | ---------------- | ----------------- | ----------- |
| 2003 | с | Карен Сіско      | Karen Sisco       | Джоссі Бойл |